# Luisa di Reuss-Greiz
Luisa di Reuss-Greiz (nome completo in tedesco Luise Caroline; Greiz, 3 dicembre 1822 – Ernstbrunn, 28 maggio 1875) è stata una principessa tedesca.

## Biografia

### Nascita
La principessa Luisa nacque nel 1822 a Greiz, come primogenita di Enrico XIX e di Gasparina di Rohan-Rochefort.

### Matrimoni

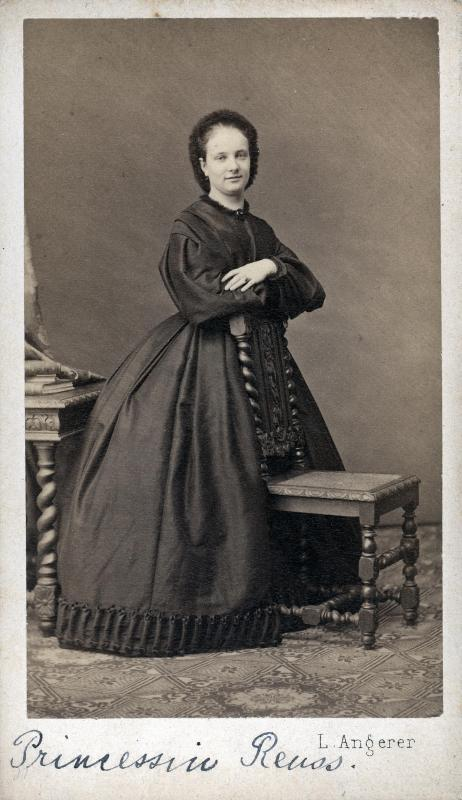
Luisa fotografata da Ludwig Angerer

L'8 marzo 1842 sposò nella sua città natale il principe Edoardo di Sassonia-Altenburg, ma rimase vedova un decennio più tardi.
Il 27 dicembre 1854 sposò in seconde nozze Enrico IV di Reuss-Köstritz, da cui ebbe, tra gli altri, la futura zarina Eleonora di Bulgaria.

### Morte
Morì il 28 maggio 1875 a Ernstbrunn, dove venne anche tumulata presso il Cimitero Evangelico.

## Discendenza
Luisa di Reuss-Greiz ed Edoardo di Sassonia-Altenburg ebbero un figlio e una figlia:
- Alberto Enrico Giuseppe Carlo Vittorio Giorgio Federico (1843-1902);
- Maria Gasparina Amalia Antonietta Carolina Elisabetta Luisa (1845-1930).

Con il secondo marito Enrico IV di Reuss-Köstritz ebbe un figlio e due figlie:
- Enrico XXIV (1855-1910);
- Eleonora Carolina Gasparina Luisa (1860-1917);
- Elisabetta Giovanna Augusta Dorotea (Vienna, 2 gennaio 1865 - Dresda, 8 aprile 1937).

## Ascendenza
|                                      |                                  |                                              | Genitori                                     |  |  | Nonni |  |  | Bisnonni                 |  |  | Trisnonni                    |  |
|                                      |                                  |                                              |                                              |  |  |       |  |  | Enrico XI di Reuss-Greiz |  |  | Enrico II di Reuss-Obergreiz |  |
|                                      |                                  |                                              |                                              |  |  |       |  |  | Enrico XI di Reuss-Greiz |  |  | Enrico II di Reuss-Obergreiz |  |
|                                      |                                  | Sofia Carlotta di Bothmer                    |                                              |  |  |       |  |  | Enrico XI di Reuss-Greiz |  |  |                              |  |
| Enrico XIII di Reuss-Greiz           |                                  |                                              |                                              |  |  |       |  |  | Enrico XI di Reuss-Greiz |  |  |                              |  |
|                                      |                                  | Corradina di Reuss-Köstritz                  | Enrico XXIV di Reuss-Köstritz                |  |  |       |  |  |                          |  |  |                              |  |
|                                      |                                  | Corradina di Reuss-Köstritz                  | Enrico XXIV di Reuss-Köstritz                |  |  |       |  |  |                          |  |  |                              |  |
|                                      |                                  | Corradina di Reuss-Köstritz                  | Marie Eleonore Emma von Promnitz-Dittersbach |  |  |       |  |  |                          |  |  |                              |  |
| Enrico XIX di Reuss-Greiz            |                                  | Corradina di Reuss-Köstritz                  |                                              |  |  |       |  |  |                          |  |  |                              |  |
|                                      |                                  | Carlo Cristiano di Nassau-Weilburg           | Carlo Augusto di Nassau-Weilburg             |  |  |       |  |  |                          |  |  |                              |  |
|                                      |                                  | Carlo Cristiano di Nassau-Weilburg           | Carlo Augusto di Nassau-Weilburg             |  |  |       |  |  |                          |  |  |                              |  |
|                                      |                                  | Carlo Cristiano di Nassau-Weilburg           | Augusta Federica di Nassau-Idstein           |  |  |       |  |  |                          |  |  |                              |  |
| Guglielmina Luisa di Nassau-Weilburg |                                  | Carlo Cristiano di Nassau-Weilburg           |                                              |  |  |       |  |  |                          |  |  |                              |  |
|                                      |                                  | Carolina d'Orange-Nassau                     | Guglielmo IV di Orange-Nassau                |  |  |       |  |  |                          |  |  |                              |  |
|                                      |                                  | Carolina d'Orange-Nassau                     | Guglielmo IV di Orange-Nassau                |  |  |       |  |  |                          |  |  |                              |  |
|                                      |                                  | Carolina d'Orange-Nassau                     | Anna di Hannover                             |  |  |       |  |  |                          |  |  |                              |  |
| Luisa di Reuss-Greiz                 |                                  | Carolina d'Orange-Nassau                     |                                              |  |  |       |  |  |                          |  |  |                              |  |
|                                      | Charles-Jules de Rohan-Rochefort | Charles de Rohan-Rochefort                   |                                              |  |  |       |  |  |                          |  |  |                              |  |
|                                      | Charles-Jules de Rohan-Rochefort | Charles de Rohan-Rochefort                   |                                              |  |  |       |  |  |                          |  |  |                              |  |
|                                      | Charles-Jules de Rohan-Rochefort | Eléonore Eugénie de Béthisy de Mézières      |                                              |  |  |       |  |  |                          |  |  |                              |  |
| Charles-Louis de Rohan-Rochefort     | Charles-Jules de Rohan-Rochefort |                                              |                                              |  |  |       |  |  |                          |  |  |                              |  |
|                                      |                                  | Marie Henriette Charlotte d'Orléans-Rothelin | Alexandre d'Orléans                          |  |  |       |  |  |                          |  |  |                              |  |
|                                      |                                  | Marie Henriette Charlotte d'Orléans-Rothelin | Alexandre d'Orléans                          |  |  |       |  |  |                          |  |  |                              |  |
|                                      |                                  | Marie Henriette Charlotte d'Orléans-Rothelin | Marie-Catherine de Roncherolles              |  |  |       |  |  |                          |  |  |                              |  |
| Gasparina di Rohan-Rochefort         |                                  | Marie Henriette Charlotte d'Orléans-Rothelin |                                              |  |  |       |  |  |                          |  |  |                              |  |
|                                      |                                  | Henri Louis de Rohan                         | Jules Hercule Mériadec de Rohan-Guéméné      |  |  |       |  |  |                          |  |  |                              |  |
|                                      |                                  | Henri Louis de Rohan                         | Jules Hercule Mériadec de Rohan-Guéméné      |  |  |       |  |  |                          |  |  |                              |  |
|                                      |                                  | Henri Louis de Rohan                         | Marie Louise de La Tour d'Auvergne           |  |  |       |  |  |                          |  |  |                              |  |
| Marie-Louise de Rohan-Guéméné        |                                  | Henri Louis de Rohan                         |                                              |  |  |       |  |  |                          |  |  |                              |  |
|                                      |                                  | Victoire Armande Josèphe de Rohan-Soubise    | Carlo di Rohan-Soubise                       |  |  |       |  |  |                          |  |  |                              |  |
|                                      |                                  | Victoire Armande Josèphe de Rohan-Soubise    | Carlo di Rohan-Soubise                       |  |  |       |  |  |                          |  |  |                              |  |
|                                      |                                  | Victoire Armande Josèphe de Rohan-Soubise    | Anna Teresa di Savoia-Carignano              |  |  |       |  |  |                          |  |  |                              |  |
|                                      |                                  | Victoire Armande Josèphe de Rohan-Soubise    |                                              |  |  |       |  |  |                          |  |  |                              |  |